# Rio Grande do Sul (cruzador)
O Rio Grande do Sul foi um navio cruzador operado pela Marinha do Brasil e construído pelos estaleiros da Armstrong Whitworth no Reino Unido. Sua construção começou em agosto de 1907 e foi lançado ao mar em abril de 1909, sendo comissionado em maio de 1910. Sua construção fez parte de um grande projeto de construção naval realizado pelo Brasil a partir de 1904. O navio passou seus primeiros anos de serviço sem grandes incidentes, realizando operações de treinamento e ocasionalmente precisando voltar para o estaleiro a fim de passar por reparos e manutenções.
Com a entrada do Brasil na Primeira Guerra Mundial, o Rio Grande do Sul foi designado para a Divisão Naval em Operações de Guerra junto com seu irmão Bahia, patrulhando áreas próximas de Serra Leoa e Dakar na África. A embarcação passou por reformas na década de 1920 que substituíram seus motores e caldeiras, além de adicionarem novos armamentos. Ele ficou do lado do governo durante a Revolução Constitucionalista de 1932, participando do bloqueio naval do Porto de Santos e tornando-se o primeiro navio brasileiro a abater uma aeronave.
O Rio Grande do Sul também serviu na Segunda Guerra Mundial a partir de 1942, sendo designado para servir na recém criada Força Naval do Nordeste. O cruzador durante o conflito atuou como escolta de diversas embarcações da Marinha dos Estados Unidos em direção da Itália, incluindo aqueles que transportavam a Força Expedicionária Brasileira. Com o fim da guerra o Rio Grande do Sul foi descomissionado da marinha em junho de 1948 e em seguida desmontado.